# Comuna Ighiu, Alba
Ighiu (în maghiară: Magyarigen, în germană: Grobendorf) este o comună în județul Alba, Transilvania, România, formată din satele Bucerdea Vinoasă, Ighiel, Ighiu (reședința), Șard și Țelna.

## Demografie
Componența etnică a comunei Ighiu
     Români (90,26%)
     Romi (1,47%)
     Alte etnii (0,35%)
     Necunoscută (7,92%)
Componența confesională a comunei Ighiu
     Ortodocși (85,22%)
     Penticostali (4,52%)
     Alte religii (1,96%)
     Necunoscută (8,3%)
Conform recensământului efectuat în 2021, populația comunei Ighiu se ridică la 6.543 de locuitori, în creștere față de recensământul anterior din 2011, când fuseseră înregistrați 6.283 de locuitori. Majoritatea locuitorilor sunt români (90,26%), cu o minoritate de romi (1,47%), iar pentru 7,92% nu se cunoaște apartenența etnică. Din punct de vedere confesional, majoritatea locuitorilor sunt ortodocși (85,22%), cu o minoritate de penticostali (4,52%), iar pentru 8,3% nu se cunoaște apartenența confesională.

## Politică și administrație
Comuna Ighiu este administrată de un primar și un consiliu local compus din 15 consilieri. Primarul, Traian Rusu[*], de la Partidul Național Liberal, este în funcție din 2004. Începând cu alegerile locale din 2024, consiliul local are următoarea componență pe partide politice:
|  | Partid                          | Consilieri | Componența Consiliului | Componența Consiliului | Componența Consiliului | Componența Consiliului | Componența Consiliului | Componența Consiliului | Componența Consiliului | Componența Consiliului |
|  | ------------------------------- | ---------- | ---------------------- | ---------------------- | ---------------------- | ---------------------- | ---------------------- | ---------------------- | ---------------------- | ---------------------- |
|  | Partidul Național Liberal       | 8          |                        |                        |                        |                        |                        |                        |                        |                        |
|  | Partidul Social Democrat        | 5          |                        |                        |                        |                        |                        |                        |                        |                        |
|  | Uniunea Salvați România         | 1          |                        |                        |                        |                        |                        |                        |                        |                        |
|  | Alianța pentru Unirea Românilor | 1          |                        |                        |                        |                        |                        |                        |                        |                        |

## Monumente
- Biserica „Cuvioasa Paraschiva” din Ighiel, construcție din secolul al XVIII-lea, monument istoric
- Biserica fortificată cu zid de incintă din satul Șard, construcție din secolul al XV-lea
- Biserica Reformată din Ighiu, construcție din secolul al XV-lea
- Rezervația naturală "Iezerul Ighielului", lac carstic (20 ha)
- Rezervația naturală "Piatra Grohotișului" (5 ha), satul Ighiel
- Rezervația naturală "Piatra Poienii" (1 ha), satul Ighiel
- Castrul roman de la Ighiu
- Muzeul etnografic din satul Bucerdea Vinoasă
- Castelul "Esterházy", din satul Șard